# Пензенска област
Пензенска област (рус. Пензенская область) је конститутивни субјект Руске Федерације са статусом области. Област лежи на реци Волга у јужном делу Источноевропске равнице. Налази се европском делу Русије и припада Поволшком федералном округу.
Административни центар области је град Пенза.

## Етимологија
Област носи име по административном центру, граду Пензи. Град је основан 1663. године, на истоименој реци Пензи, по којој је и добио име.
Постоје многе теорије о хидрониму реке Пенза, али већина њих се позива на сличност речи уралских староседелаца са древним називом реке Пијанза.

## Географија
Област се на северу граничи са Мордовијом, на југу са Саратовском области, на западу са Тамбовском области. Осим Пензе, други значајан град је Кузњецк.
Површина области је углавном благо брдовита. Клима Пензенске области је умерено континентална. Област је настала у подручју око тврђаве Пенза која потиче из 17. века.
Најважније привредне гране су машиноградња, прерада дрвета и текстилна индустрија.

### Градови и варошице
У Пензенској области има 11 градова и 16 насеља градског типа.
Руси чине 86,4% становништва, Татари 6% и Мордвини 4,9%.

## Становништво
| 1989.     | 2002.     | 2010.     |
| --------- | --------- | --------- |
| 1.504.309 | 1.452.941 | 1.386.186 |

## Познати људи
- Евгени Родионов – је био војник у граничним трупа Руске Федерације.
- Виктор Скумин - руски је писац, филозоф, научник и један од највећих психијатара 20. века.